# Хаєхутун (станція)
Хаєхутун (кит. 哈业胡同站, пін. Hāyèhútòng Zhàn) — залізнична станція в КНР, розміщена на Баотоу-Ланьчжоуській залізниці між станціями Далахай і Байяньхуа.
Розташована в однойменному селищі району Цзююань міського округу Баотоу (автономний район Внутрішня Монголія).